# Лясковський Ксаверій
Ксаверій Ляско́вський (справжнє прізвище — Романкевич; нар. 1856, Підлип — пом. 6 липня 1909, Варшава) — український і польський актор театру, режисер і співак (тенор).

## Біографія
Народився у 1856 році в селі Підлипі (нині Підлипці Золочівського району Львівської області, Україна).
Упродовж 1875—1909 років працював у театрах Львова, Кракова і Варшави. Помер у Варшаві 6 липня 1909 року.

## Творчість
зіграв ролі
- Петро («Наталка Полтавка» Івана Котляревського);
- Франц Моор («Розбійники» Фрідріха Шиллера).

Автор п'єси «Горбун».